# Decreto 170
El Decreto 170 (o Decreto de Redención de Censos) promulgado por el gobierno liberal de Justo Rufino Barrios en 1877, facilitó la expropiación de las hasta entonces tierras comunales de los indígenas en favor de sus correligionarios liberales, al propiciar la venta en pública subasta de dichas tierras comunales.  La propiedad comunal, dedicada a cultivos de subsistencia y que había sido conservada por el gobierno del general Rafael Carrera, se convirtió en propiedad privada dirigida al cultivo y comercialización a gran escala de productos agrarios. Por tanto, las características fundamentales del sistema productivo, fueron desde esa época la acumulación de la propiedad en pocas manos, y una especie de «servidumbre de finca», basada en la explotación de los «mozos colonos» por medio del Reglamento de Jornaleros.